# 오카베 유키오
오카베 유키오(일본어: 岡部 幸雄, 1948년 10월 31일 ~ )는 일본의 전직 경마 기수(騎手)다. 군마현 닛타군 고도촌 출신으로, 일본중앙경마회(JRA)에 소속되어 1967년부터 2005년에 걸쳐 활동했다. 은퇴 후에는 경마 평론가로 활동하고 있다.
20세기 말부터 21세기 초에 걸쳐 일본중앙경마회가 주관하는 중앙경마의 톱 클래스 기수로 활약하였으며, 경마 팬들로부터 명수(名手)란 애칭으로 사랑받았다. 미국의 경마에 감화되어〈말 우선 주의〉를 근간으로 하는 이념과 기술을 일본에 도입했다. 중앙경마에서 특정한 구사(厩舎) 나 마주(馬主)에게 구속되지 않는 프리랜스 기수의 시초로도 널리 알려져 있다. 1995년 1월부터 2007년 7월까지 중앙경마 최다승 기록(최종적으로는 2943승)을 보유했다.

### 내용
1. ↑  경주용 말을 맡아 훈련시키고 경주에 내보내기도 하는 곳